# 高踏派
高踏派（こうとうは、フランス語: Parnasse「パルナス」。高踏主義とも）とは、19世紀の実証主義時代、ロマン主義と象徴主義の間に起こったフランス詩の1文学様式を指す。ギリシア神話のムーサ（ミューズ）の住処パルナッソス山（Mont Parnasse）から名を取った、高踏派詩人の雑誌『現代高踏詩集（Le Parnasse contemporain）』に由来する。この雑誌は1866年から1876年にかけて発行され、シャルル＝マリ＝ルネ・ルコント・ド・リール、テオドール・ド・バンヴィル、シュリ・プリュドム、ステファヌ・マラルメ、ポール・ヴェルレーヌ、フランソワ・コペー（François Coppée）、ジョゼ・マリア・ド・エレディア（José María de Heredia）らが寄稿した。

## 概略
高踏派詩人はテオフィル・ゴーティエとその「芸術のための芸術」（l'art pour l'art）という教えの影響を受けている。ロマン主義の詩の自由な形式と、過度の感傷性および社会的・政治的な積極的行動主義と見られるものへの反動として、高踏派は形式の厳格さと感情の超越を持って、異国趣味で古典的な主題を選び、厳格かつ完璧な作品の完成に努力した。この感情超越の要素はアルトゥル・ショーペンハウアーの哲学の著作に由来するものである。詳しい概説文献にピエール・マルチノ『高踏派と象徴主義』（木内孝訳　審美社　1969年ほか）、『十九世紀フランス詩』（阿部良雄ほか訳　白水社文庫クセジュ　1979年ほか）、宇佐美斉『フランス詩道しるべ』（臨川書店　1997年）。   
起源はフランスだが、高踏派という言葉はフランスだけには限定されない。たとえば高踏派の中でも最も異色なオラーヴォ・ビラック（Olavo Bilac）はブラジルの出身である。ビラックは詩作と韻律には細心の注意を払いつつ、一方で感情の強さも持ち合わせていた。また、ポーランド高踏派を代表するアントニ・ランゲ（Antoni Lange）もいる。ジェラード・マンリ・ホプキンスは「Parnassian」という言葉を、才能ある詩人がただ機械的に書いているだけの完全ではあるが霊感を受けていない詩を表すのに使った。ホプキンスはアルフレッド・テニスンの作品にその傾向があるといい、『イノック・アーデン』（Enoch Arden）をその例に挙げた。
フランスの高踏派は、ニカラグアの詩人ルベン・ダリオがその代表である、ラテンアメリカのモデルニスモ文学に決定的影響を与えた。

## 日本文学史における高踏派
日本文学においては、森鷗外、堀口大學などを高踏派と呼んでいる。